# Ophiomastus ludwigi
Ophiomastus ludwigi is een slangster uit de familie Ophiuridae.
De wetenschappelijke naam van de soort werd in 1900 gepubliceerd door René Koehler.